# Bet
|  | Sammenskrivningsforslag Artiklen Bet er foreslået føjet ind i Kortspil. (Siden december 2020) Diskutér forslaget |

At være bet el. gå bet betyder i kortspil, at man taber en melding til almindelig grundtakst. Udtrykket bruges som regel i spil, hvor der er en anden måde at tabe spillet på, der medfører et større tab. F.eks. kodille i l'hombre og mouselbet i mousel.
| Spil | Spire Denne artikel om spil eller lege er en spire som bør udbygges. Du er velkommen til at hjælpe Wikipedia ved at udvide den. |